# Župnija Komenda
Župnija Komenda je rimskokatoliška teritorialna župnija dekanije Kamnik nadškofije Ljubljana. Župnijska cerkev je cerkev svetega Petra v Komendi.

## Zgodovina
Najverjetneje je bila v Komendi lastniška cerkev v okviru mengeške pražupnije. V kraju je bil sedež župnije in župnik Altvin se omenja v neki listini za Vetrinj, datirani med 1147 in 1154. Malteški red, naseljen 1223, se prvič  omenja 1403, in v njihovi posesti župnija ostane do 1799. Župnija se v tem času imenuje po sv. Petru iz Gozda. Upravno je spadala do 1750 pod oglejski patriarh, nato do 1757 pod goriško nadškofijo in nato pod ljubljansko.
Župnija Komenda je prvič v zgodovinskih virih zelo skopo omenjena hkrati s prvim župnikom Altwinom. Na listini, s katero je Vetrinjski (Viktring) cistercijanski samostan na avstrijskem Koroškem (1142-1786) dobil v last še nekaj kmetij v Preddvoru na Gorenjskem, je namreč njegov podpis. Listina je iz obdobja 1147-1154, komendski župnik pa je omenjen kot »priča, doma iz Sv. Petra«.

## Sakralni objekti
- cerkev sv. Petra, Komenda (župnijska cerkev)
- cerkev sv. Boštjana, Moste (podružnična cerkev)
- cerkev sv. Klemna, Suhadole (podružnična cerkev)
- cerkev spreobrnenja apostola Pavla, Križ (podružnična cerkev)

V komendsko župnijo so nekdaj spadale Tunjice (župnija od leta 1875, danes jo soupravlja kamniški župnik), Zapoge (župnija od leta 1876) in podružnica sv. Magdalene na Pšati pri Cerkljah na Gorenjskem, ker so se vaščani iz protesta zoper luteransko usmerjenega cerkljanskega župnika Krištofa Schwaba pl. Lichtenberškega in Tufsteinskega odločili za priključitev h komendski župniji; po jožefinskih reformah so se leta 1788 vrnili v cerkljansko župnijo.
Ob župnijski cerkvi v Komendi so postavljene Farne spominske plošče, na katerih so imena vaščanov iz okoliških vasi (Breg, Gmajnica, Gora, Klanec, Komenda, Komendska Dobrava, Križ, Mlaka, Moste, Nasovče, Podboršt, Suhadole, Žeje), ki so padli kot žrtve revolucionarnega nasilja v letih 1942-1945. Skupno je na ploščah 62 imen.

## Bivši komendski duhovniki
- 1147 Altwinus de santo Petro
- 1163 Plebanus Olriko s. Petri
- 1622–1635 Gregor Khern
- 1637–1641 Lovro Kristen
- 1640–1641 Matija Grošelj
- 1641 Andrej Weniger
- 1642–1649 Luka Reštetinger
- 1650–1669 Jakob Verbič
- 1669–1677 Janez Arichar
- 1678 Matija Kovač
- 1679–1682 Gregor Lukanc
- 1681–1683 Janez Gašper Cusmina
- 1683–1692 Janez Sarletič
- 1692–1695 Sebastijan Franc Weilach
- 1695 Avguštin Šuštaršič
- 1699–1713 Gašper Slokar
- 1713–1719 Janez Krištof Šimenic
- 1719–1730 Franc Wiljem Lichtenthall
- 1730–1748 Andrej Rogelj
- 1744–1766 Peter Pavel Glavar
- 1766–1769 Anton Jurij Zagoričnik
- 1769–1773 Marko Anton Marenik
- 1773–1784 Andrej Pogačnik
- 1784–1785 Anton Janez Perkovič
- 1785–1799 Anton Jurij Malič
- 1799–1807 Jožef Rihar
- 1708–1808 Janez Nepomuk Jenčič
- 1808–1812 Anton Muhovec
- 1812–1813 Andrej Tacman
- 1813–1830 Frančišek Serafinski Peterca
- 1830–1841 Martin Gros
- 1841–1863 Frančišek Serafinski Dolicelj
- 1863–1869 Jožef Vovk
- 1869 Frančišek Serafinski Jeršič
- 1869–1895 Matevž Tavčar
- 1895–1909 Martin Poč
- 1909–1927 Valentin Bernik
- 1927 Ivan Platiša
- 1927–1946 Janez Zabukovec
- 1944–1945 p. Evstahij Berlec
- 1946–1975 Viktorijan Demšar
- 1975–2000 Nikolaj Pavlič
- 2000–2023 Zdravko Žagar
- 2023–  p. Cristian Balint